# Persoonia baeckeoides
Persoonia baeckeoides (лат.) — кустарник, вид рода Персоония (Persoonia) семейства Протейные (Proteaceae), эндемик Западной Австралии.

## Ботаническое описание
Persoonia baeckeoides — прямостоячий, раскидистый или разветвлённый кустарник высотой 0,5-0,9 м с гладкой пёстрой серой корой. Листья лопаткообразные 5-11 мм в длину, 2-2 мм в ширину, кожистые, жёсткие и слегка закручены у основания. Цветки расположены поодиночке или группами до трёх в пазухах листьев или на концах веточек. Цветок расположен на цветоножке 2-3 мм длиной. Листочки околоцветника зеленовато-жёлтые, 7,5-9 мм в длину и гладкие. Цветение происходит с ноября по декабрь. Плод представляет собой гладкую овальную костянку длиной 8-10,5 мм и шириной 5-5,5 мм, содержащую одно семя.

## Таксономия
Впервые вид был официально описан Питером Уэстоном в 1994 году в журнале Telopea по образцам, собранным им в Национальном парке Пик-Чарльз.

## Распространение
Persoonia baeckeoides — эндемик Западной Австралии. Вид был обнаружен только в двух местах в Национальном парке Пик Чарльз, где она растёт на холмистых равнинах.

## Охранный статус
Вид классифицируется как «первый приоритет» («недостаточно изученный») Департамента парков и дикой природы правительства Западной Австралии, что означает, что он известен только из одного или нескольких мест, которые потенциально подвержены риску.